# Віллазанта
Віллазанта (італ. Villasanta) — муніципалітет в Італії, у регіоні Ломбардія,  провінція Монца і Бріанца.
Віллазанта розташована на відстані близько 490 км на північний захід від Рима, 18 км на північний схід від Мілана, 4 км на північний схід від Монци.
Населення — 13 899 осіб (2014).
Щорічний фестиваль відбувається другої неділі жовтня. Покровитель — Sant'Anastasia.

## Демографія
Населення за роками:

Станом на 1 січня 2023 року в муніципалітеті офіційно проживало 888 іноземців з 72 країн, серед них 215 громадян країн Євросоюзу та 48 громадян України.

## Сусідні муніципалітети
- Аркоре
- Б'яссоно
- Конкореццо
- Монца